# Wszystko ma swój czas
Wszystko ma swój czas – utwór singlowy zapowiadający album DaDaDam zespołu Perfect. Premiera radiowa odbyła się 12 maja 2014 roku. Przedpremierowo utwór można było usłyszeć w Polskim Radio. Ballada zdobyła duże uznanie dziennikarzy i słuchaczy.

## Notowania
| Lista                               | Pozycja |
| ----------------------------------- | ------- |
| Lista przebojów Programu Trzeciego  | 2       |
| Lista Przebojów - Polskie Radio PiK | 1       |
| Lista Przebojów Radia Merkury       | 1       |
| Przebojowa Lista - Radio Via        | 1       |
| Złota Trzydziestka Radia Koszalin   | 1       |
| POPLista RMF FM                     | 1       |
| Lista Przebojów - Radio Łódź        | 13      |
| Szczecińska Lista Przebojów         | 16      |

## Teledysk
Miał premierę w serwisie YouTube 5 czerwca 2014. Jest połączeniem ujęć z trasy koncertowej zespołu, w reżyserii Huberta Komerskiego.